# 2015 Kachuevskaya
A 2015 Kachuevskaya (ideiglenes jelöléssel 1972 RA3) a Naprendszer kisbolygóövében található aszteroida. Ljudmila Zsuravljova fedezte fel 1972. szeptember 4-én.